# Лепсинський сільський округ (Саркандський район)
Лепси́нський сільський округ (каз. Лепсі ауылдық округі, рос. Лепсинский сельский округ) — адміністративна одиниця у складі Саркандського району Жетисуської області Казахстану. Адміністративний центр — село Лепси.
Населення — 2694 особи (2021; 3721 у 2009, 5336 у 1999, 7650 у 1989).
Станом на 1989 рік існували Лепсинська селищна рада (смт Лепси, селища Акбалик, Арганати, Каратас) та Кокжиденська сільська рада (села Кокжиде, Санатек) колишнього Бурлютобинського району. 2013 року ліквідований Кокжидинський сільський округ (село Кокжиде) був приєднаний до складу Лепсинської селищної адміністрації. Того ж року адміністрація отримала статус сільського округу.

## Склад
До складу адміністрації входять такі населені пункти:
| Населений пункт             | Населення, осіб (1989) | Населення, осіб (1999) | Населення, осіб (2009) | Населення, осіб (2021) |
| --------------------------- | ---------------------- | ---------------------- | ---------------------- | ---------------------- |
| Акбалик, станційне селище   | 81                     | 83                     | 90                     | 34                     |
| Арганати, станційне селище  | 52                     | 48                     | 40                     | 19                     |
| Каратас, станційне селище   | 97                     | 104                    | 94                     | 21                     |
| Керегетас, станційне селище | -                      | 3                      | 14                     | 7                      |
| Кокжиде, село               | 1637                   | 1220                   | 872                    | 489                    |
| Кокшалгин, станційне селище | -                      | 27                     | 25                     | 7                      |
| Лепси, село                 | 5752                   | 3842                   | 2567                   | 2111                   |
| Санатек, село               | 31                     | -                      | -                      | -                      |
| Сарикурак, станційне селище | -                      | 9                      | 19                     | 6                      |